# Arak-Schlucht

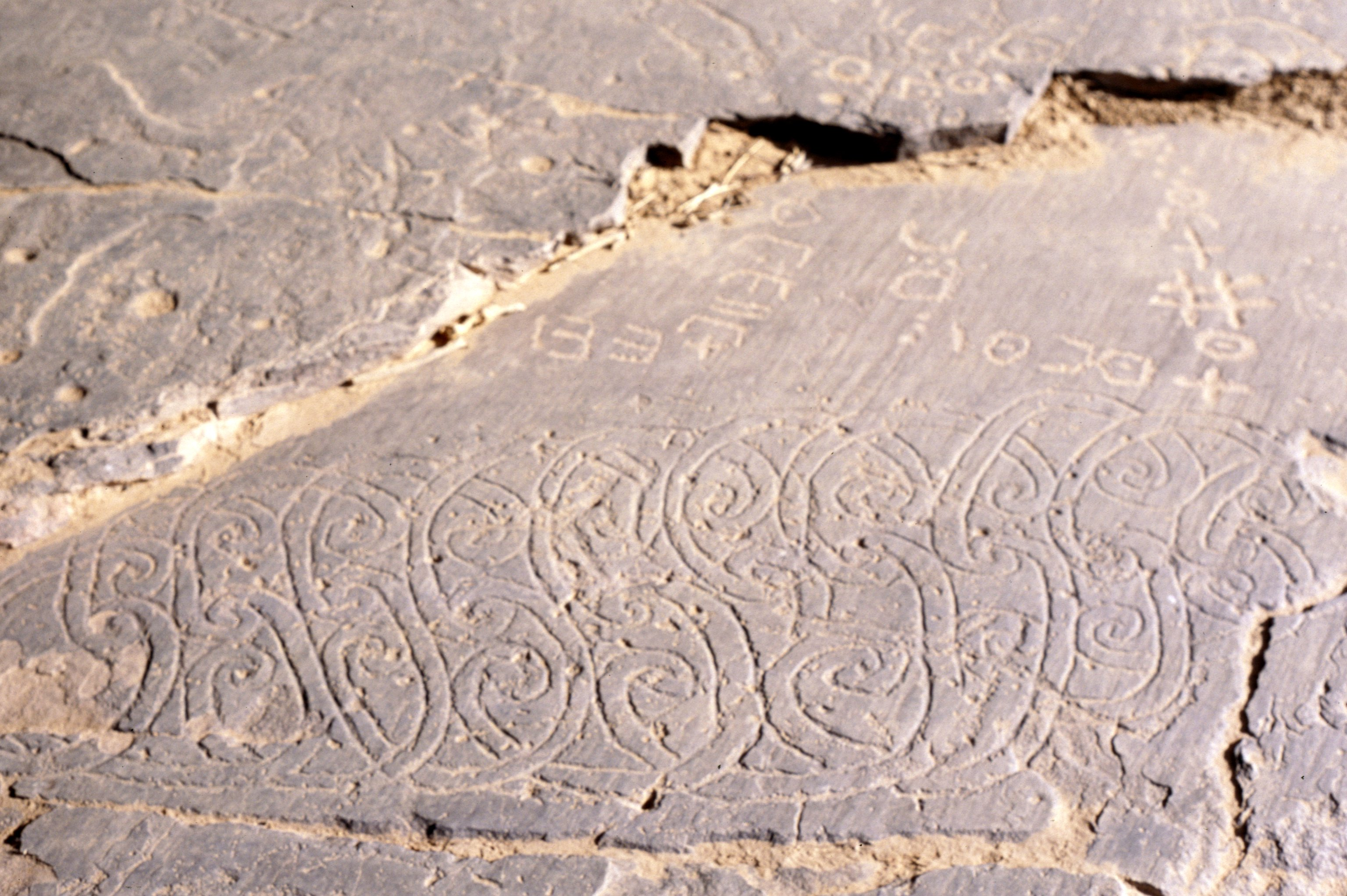
Tifinagh-Schriftzeichen, Provinz Tamanrasset, Algerien

Die Arak-Schlucht gehört zu den faszinierendsten Gebirgsformationen der algerischen Sahara. Sie liegt etwa 270 km südöstlich von In Salah, bevor das 400 km südlich gelegene Tamanrasset am Südrand der Teffedest-Berge erreicht wird.
Die Arak-Schlucht weist eine bizarre Felslandschaft auf. Sie wirkt wie nebeneinandergerückte Zyklopensäulen, die mit riesigen Kapitellen die Schlucht säumen. Wenige 100 Meter vor der Felsbastion liegt ein einzelner Felsblock am Rande des Wadis, der Petroglyphen und Tifinagh-Schriftzeichen trägt.
In der Schlucht leben Fenneks und Schakale. Auch sind Mufflons heimisch. In einem Seitental der Schlucht sammelt sich Wasser in einem Guelta, weshalb üppige Vegetation in Form von Schilf, rotem Oleander und hohen Euphorbien anzutreffen ist.

Topografische Karte der Region um Arak

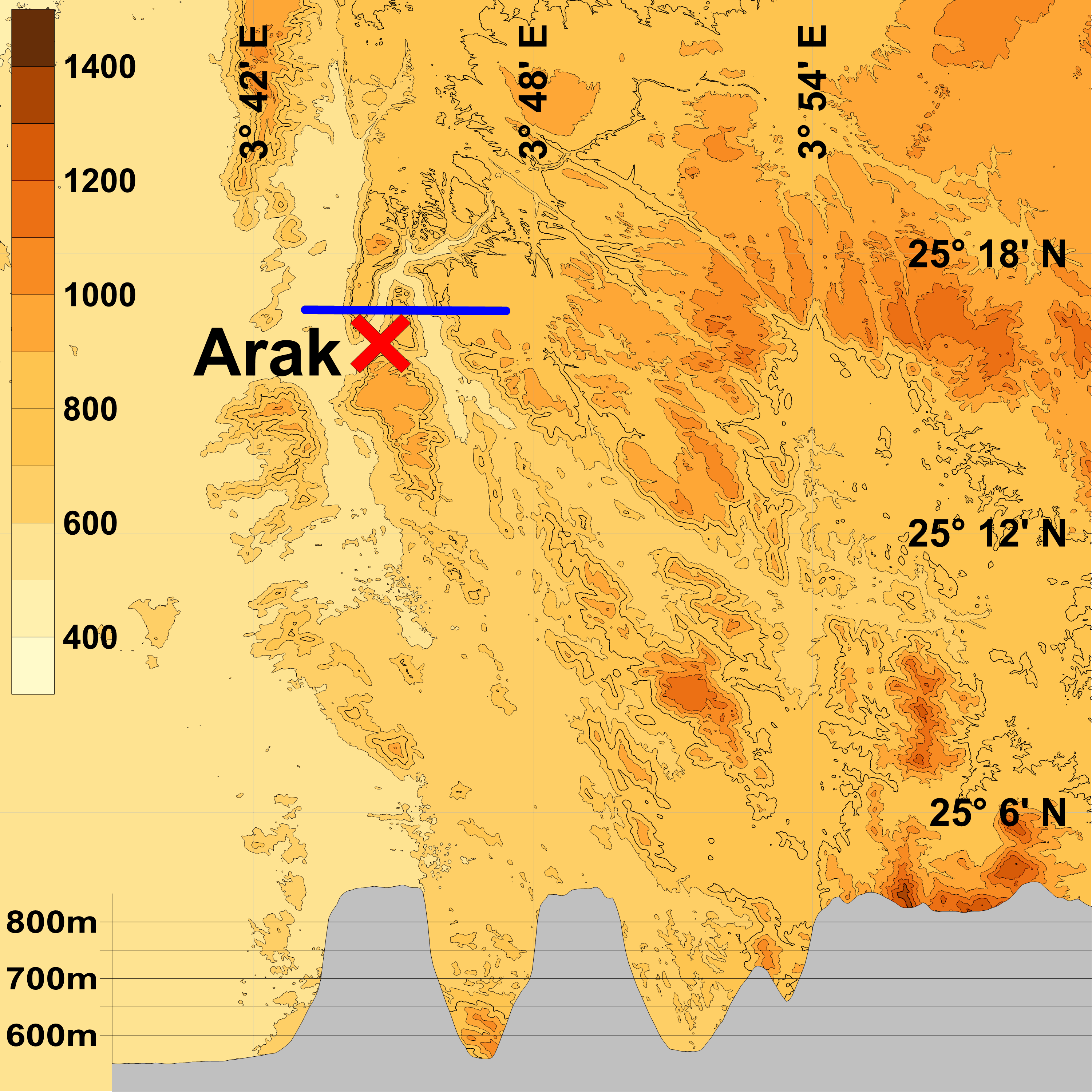
Lage von Arak und Höhenprofil durch die Schluchten

In der Schlucht liegt ein Militärstützpunkt. Ein Ziehbrunnen versorgt diesen mit sauberem Wasser. Über Kuppen und durch Wadis geht es zum westlich gelegenen Mouydir-Gebirge.